# گرانت ترنر
گرانت ترنر (انگلیسی: Grant Turner؛ ۷ اکتبر ۱۹۵۸ - ۲۸ فوریهٔ ۲۰۲۳) بازیکن فوتبال اهل نیوزیلند بود.
وی همچنین در تیم ملی فوتبال نیوزیلند بازی کرده‌است.